# 趙璧烜
趙璧烜，雲南承宣佈政使司大理府人。明朝解元、政治人物。

## 生平
明神宗萬曆四十三年（1615年），中式乙卯科雲南鄉試第一名舉人（解元）。